# Megaselia africola
Megaselia africola är en tvåvingeart som beskrevs av Rudolf Beyer 1965. Megaselia africola ingår i släktet Megaselia och familjen puckelflugor. Inga underarter finns listade i Catalogue of Life.